# Anolis fraseri
Anolis fraseri – gatunek jaszczurki z rodziny Anolidae. Występuje w północno-zachodniej części Ameryki Południowej.

## Systematyka
A. fraseri umieszcza się w rodzaju Anolis, klasyfikowanym obecnie w monotypowej rodzinie Anolidae. W przeszłości rodzaj ten zaliczany był do licznej w gatunki rodziny legwanowatych (Iguanidae).

## Rozmieszczenie geograficzne
Zasięg występowania tej jaszczurki rozpościera się od kolumbijskiego departamentu Chocó do prowincji Cotopaxi w Ekwadorze. Są to tereny leżące na zachodnich stokach Andów na wysokości 400–1700 m n.p.m.

## Siedlisko
Siedlisko tego łuskonośnego to wilgotne lasy tropikalne, zarówno nizinne, jak i górskie.

## Zagrożenia i ochrona
W Czerwonej księdze gatunków zagrożonych IUCN Anolis fraseri jest klasyfikowany jako gatunek najmniejszej troski (LC, ang. Least Concern).
Gatunek jest rzadko spotykany, choć może się to wiązać z tym, że jest trudny do wykrycia, gdyż żyje wysoko wśród drzew.
Nie istnieją żadne poważne zagrożenia dla gatunku, choć negatywny wpływ wywiera nań rozwój rolnictwa.
Znaczna część jego zasięgu obejmuje tereny chronione.